# Samuel Fraenkel

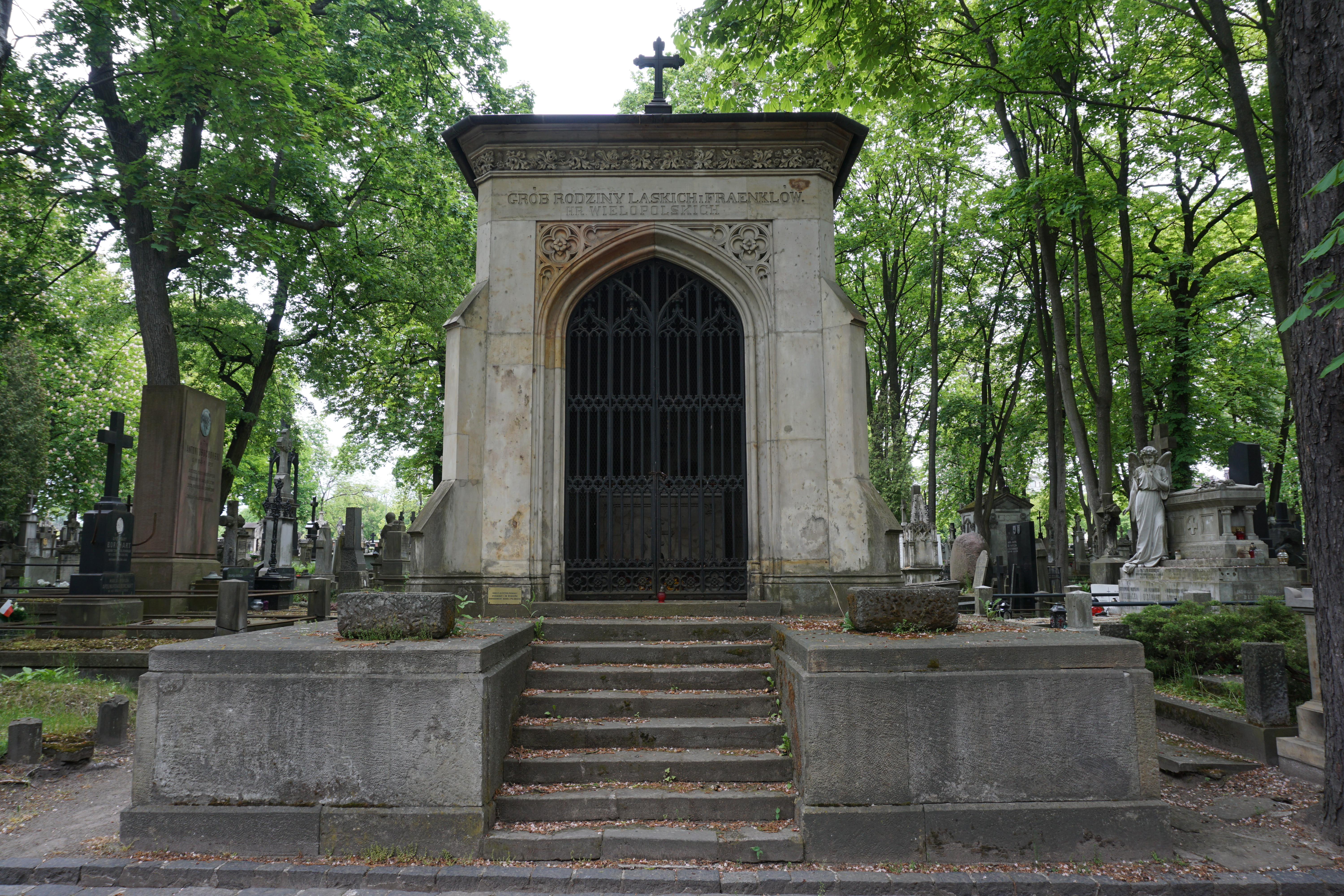
Grób Samuela Fraenkla na cmentarzu Powązkowskim

Samuel Leopold Antoni Fraenkel (ur. w XVIII wieku, zm. 17 lutego 1833 w Warszawie) – polski kupiec i bankier żydowskiego pochodzenia.
Urodził się w Niemczech skąd pod koniec XVIII wieku przybył do Warszawy, w której osiadł na stałe. Poślubił córkę Szmula Zbytkowera i Eufrozyny Gabriel (1750-1836) Atalię Józefę Adolfinę (1776-1850), wdowę po Karolu Janie Laskim, bankierze. Przejął bank założony przez tego ostatniego i pod firmą S. A. Fraenkel rozwinął jego działalność zyskując bardzo znaczącą pozycję na skalę Królestwa Kongresowego i Imperium Rosyjskiego. Firma Fraenkla posiadała fabrykę sukna w okolicy Powązek. Był członkiem warszawskiej Izby Handlowej i Rzemieślniczej, radcą Banku Polskiego. Sprawował funkcję Starszego Giełdy Kupieckiej Warszawskiej. Był wolnomularzem, należał do loży Halle der Beständigkeit.
Został odznaczony Orderem Świętego Stanisława.
Miał sześcioro dzieci: Franciszkę Mariannę (1802-1841), Joannę Adelajdę Ludwikę (1805-1883), Alfonsa Józefa Amatusa (ur. 1806), Antoniego Edwarda (1809-1883, bankiera, działacza społecznego), Wiktorię Karolinę Eugenię (1811-1843) i Atalię Karolinę Walerię (ur. 1814).
Został pochowany na cmentarzu Powązkowskim w Warszawie (kwatera 20-3/4-26).